# بخش نیکوارن
بخش نیکوارن (به سوئدی: Nykvarns kommun) یک ناحیه شهری در سوئد است که در شهرستان استکهلم واقع شده‌است.